# 利東街
利東街（英語：Lee Tung Street），俗稱喜帖街（囍帖街）或印刷街，位於香港島灣仔，昔日是香港的著名印刷品製作及門市集中地，尤其以印刷喜帖著名。因應市區重建局的重建計劃，利東街的業權於2005年11月6日起復歸政府所有，使印刷店絕跡，街道於2010年2月25日凌晨零時起被封閉，其後街上所有唐樓被拆卸，重建後現已改作囍滙的商場及行人通道的一部分。

## 歷史及特色

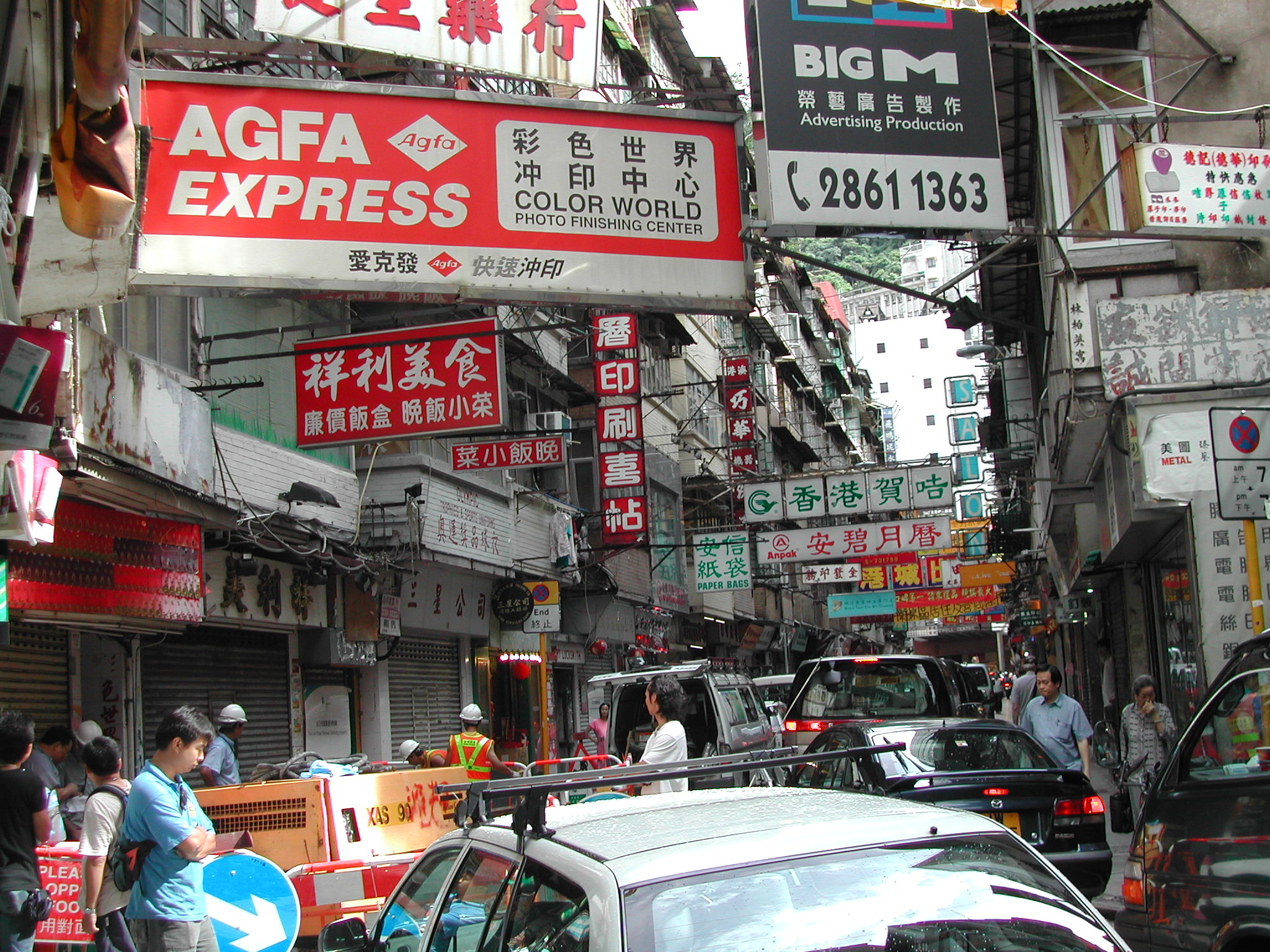
2000年代利東街

在1950年代，香港政府將印刷店集中在位於灣仔南部，位於莊士敦道及皇后大道東之間的利東街，有傳目的是方便監管，以防它們印刷非法物品。而這些小店逐漸發展各種型式的印刷品，例如信封、信紙和名片。
1970年代不少印刷店亦開始印刷各式各樣的喜帖、利是封及揮春等。1980年代在香港逐漸為人所知。舉辦婚禮的新人，幾乎每一對都會去囍帖街比較選購。
利東街作為囍帖街或印刷街的主題，是香港其他地方找不到的。而且利東街的建築，除面向莊士敦道及皇后大道東的數棟為高樓外，全為1950年代至1960年代的唐樓；整齊劃一，而且天台相通。而在地下的印刷店，善用了唐樓的特點，發展出廠店合一的一站式銷售服務。店鋪的外半部為陳列室和接待及銷售處，內半部則為印刷的廠房。由於整條街道有很多印刷店可供選擇，因此成為了很多香港人採購印刷品的首選之地，甚至吸引到不少外地遊客慕名而來，購買一些富有中國特色的印刷品留為紀念。

## 政府的開發計劃及民間的抗爭

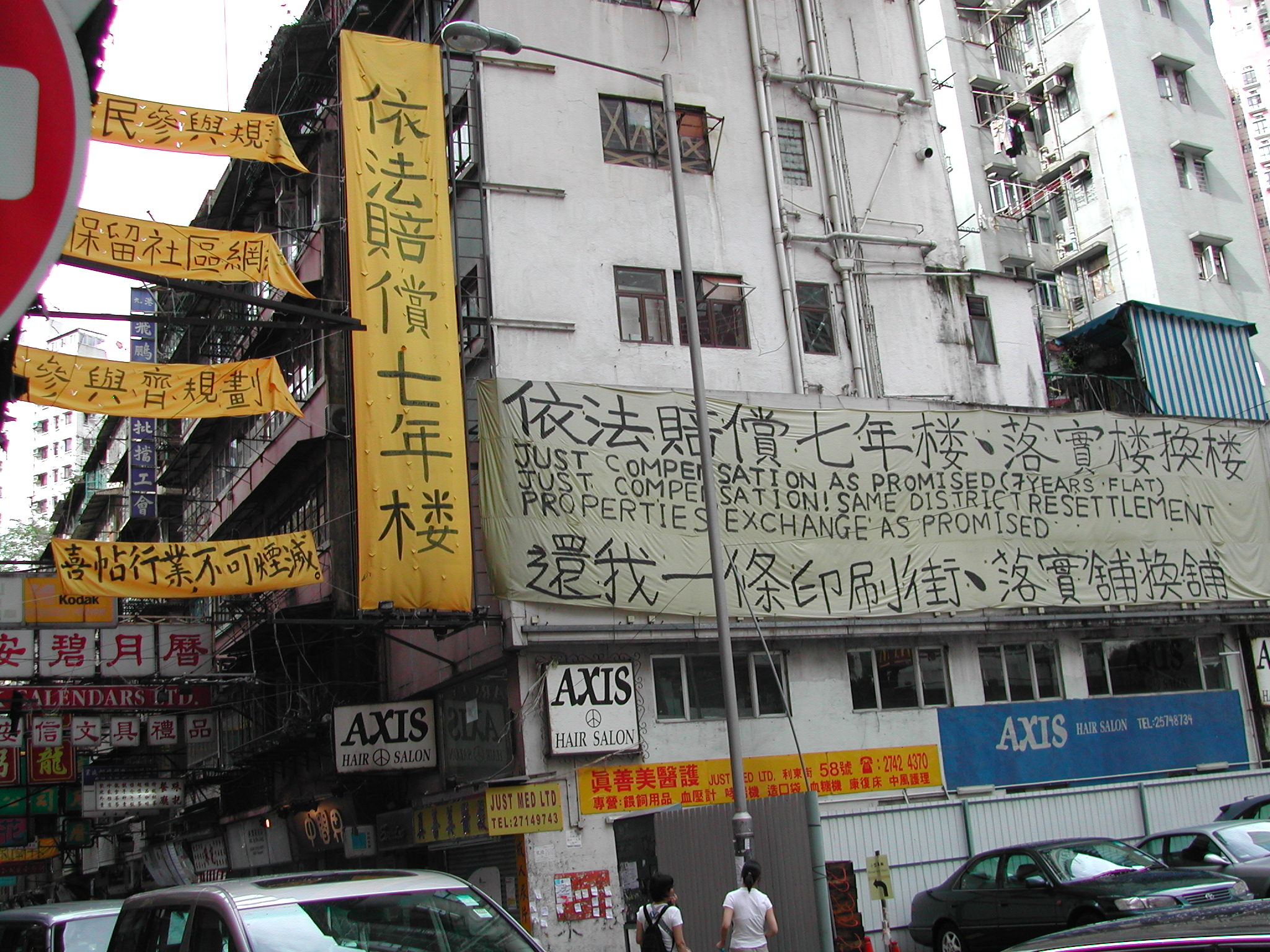
臨近重建前的利東街，業戶在街道兩旁掛起了不少反對重建的橫額

2004年初，香港政府計劃重新開發此區，項目代號H15。此舉引起了部分居民的反對，他們聲稱要求保留這段歷史意義濃厚的囍帖街。2005年11月5日，政府正式回收利東街的業權，大部份樓宇已經重門深鎖，十室九空。而店舖門外亦已貼上了市建局的告示，寫著「此乃市區重建局物業（This is an Urban Renewal Authority property）」。另一方面，有市民爭取在重建計劃中保留囍帖街的特色。
經過一輪擾攘多時的收購問題之後，市建局終在2006年10月底一統利東街的所有業權，並於短期內正式「清場」，展開清拆及招標工作。但有居民仍然堅持繼續反對清拆。
2010年2月25日，利東街被永久封閉，納入市區重建地盤的範圍內。自此車輛若從莊士敦道往皇后大道東，須改經太和街及灣仔道。

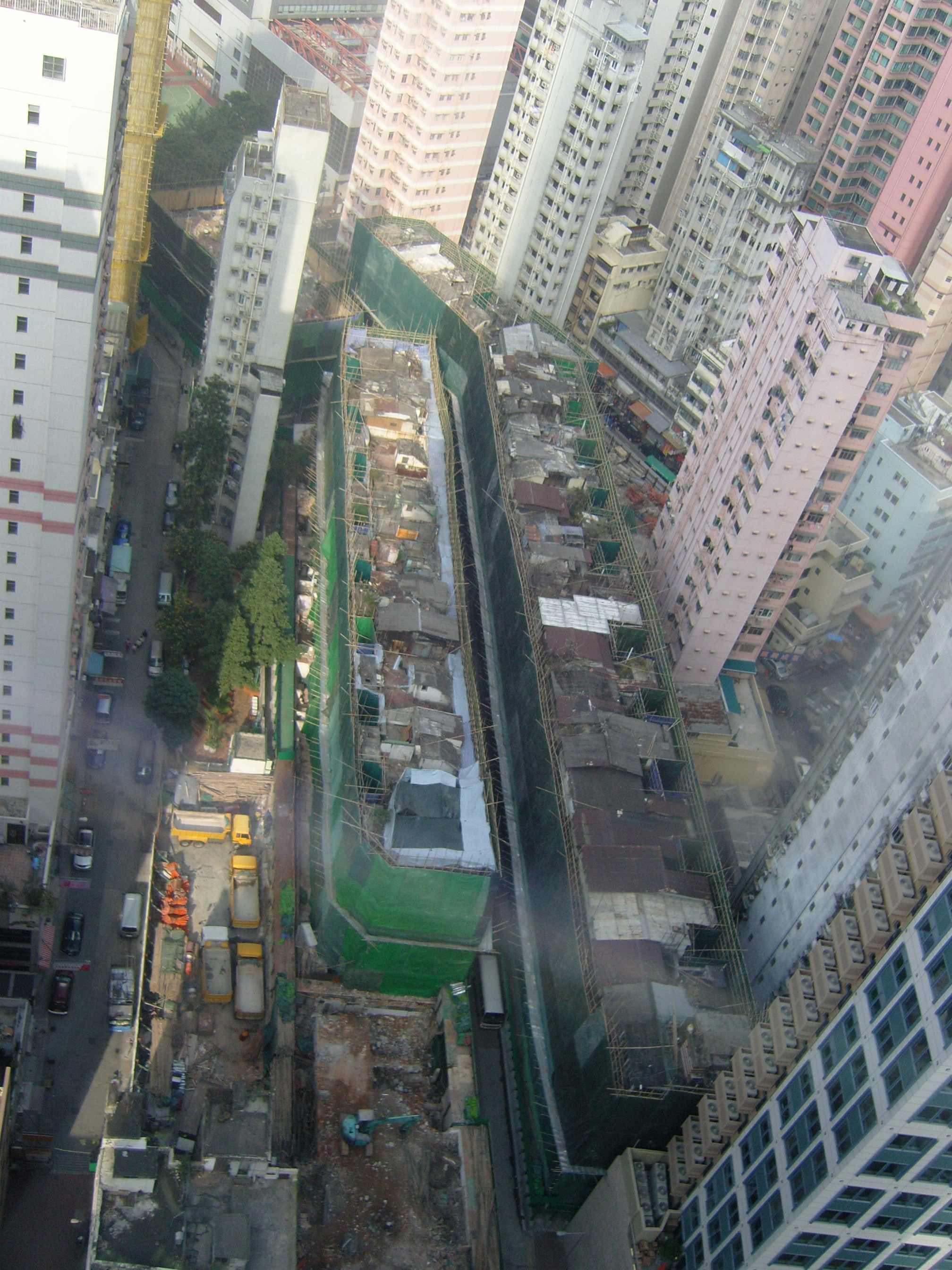
鳥瞰拆卸中的灣仔利東街建築群（攝於2007年12月）

早於1999年，香港城市規劃委員會已有意將利東街重新發展成一個綜合發展區。2004年初，香港市區重建局正式將灣仔南部部份地區，即利東街及其附近一帶，納入H15市區重建計劃，引起當地居民迴響。不少人認為重建區內的樓宇並非特別殘舊，沒有需要即時進行重建。而且很多人亦憂慮重建計劃會扼殺了利東街甚至灣仔舊區的傳統特色。
2004年中，市區重建局曾舉行設計比賽，徵求利東街重建計劃的設計概念，但最後選出5個概念上有衝突的作品作為優勝者。而於2004年底，灣仔利東街居民向城市規劃委員會遞交一個重建的方案，成為香港首個由居民設計的市區重建方案，著重保留舊區原貌，惟城市規劃委員會以方案不夠專業等理由，拒絕考慮這個方案。
2006年，市區重建局向灣仔區議會提交發展藍圖，聲稱採納H15關注組的「啞鈴」重建方案，將樓高20至40層的4座新住宅大樓，如「啞鈴」般分佈在利東街南北兩端入口，避免形成「屏風」效應。4座住宅的總建築樓面達78.5萬平方呎，提供1415個面積約600平方呎的中小型單位。市建局並計劃把利東街變成100米的購物步行街，街道中央則重建成樓高4層的低座商場建築群，約10萬平方呎的商業樓面將劃分成約100間樓上舖和40間地舖，並聲稱讓不同特色的街舖自由入主經營，昔日喜帖街的印帖商戶日後可再入標，重返囍帖街經營（但並無保證原租戶有優先權）。而項目內共有3個共3.2萬平方呎的休憩廣場，改善區內綠化和通風。市區重建局的方案，和H15關注組提出的啞鈴方案的最大分別，是市區重建局並沒有把關注組重視的「樓換樓，舖換舖」原則納入其中。
2009年6月，市建局公布利東街重建項目招標結果，最後由信和置業及合和實業合作奪標。項目於2010年5月動工，提供約1,300個住宅單位，及商場部分，並將連接至港鐵灣仔站；住宅部分於2015年12月入伙。
2010年12月7日，H15關注組成員甘霍麗貞總結利東街的抗爭經驗，在《明報》發表「社會影響評估：一份鮮為人認識的重要重建報告」，總結市區重建局未能貫徹《市區重建局條例》規定「全面評估重建項目所可能引起之社會影響」，結果令相關評估「成為一份有軀殼無靈魂的報告，純粹淪為滿足程序」的例行公事，失去保障受影響市民得到合理對待的原意。

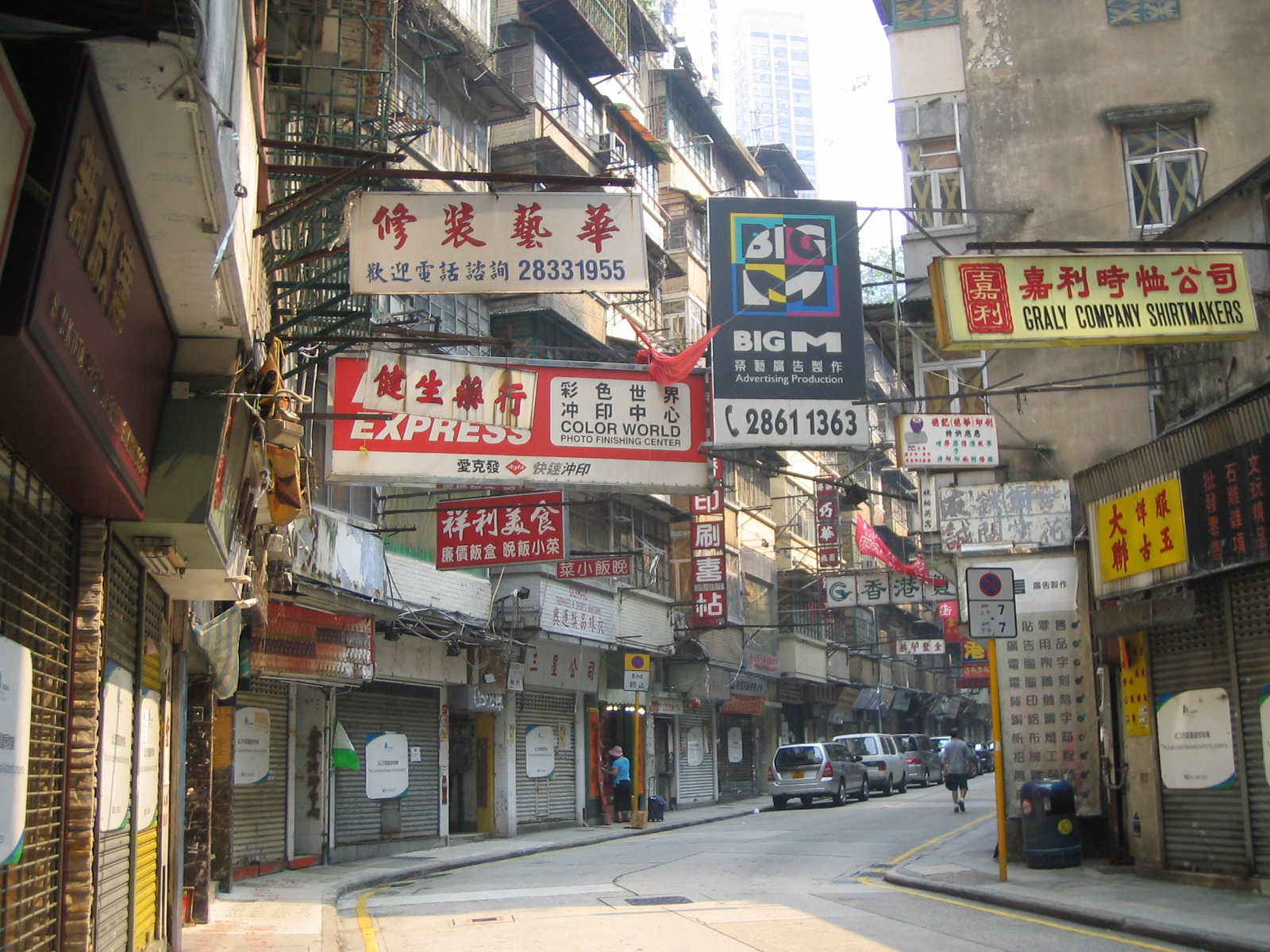
收回重建後，利東街重門深鎖
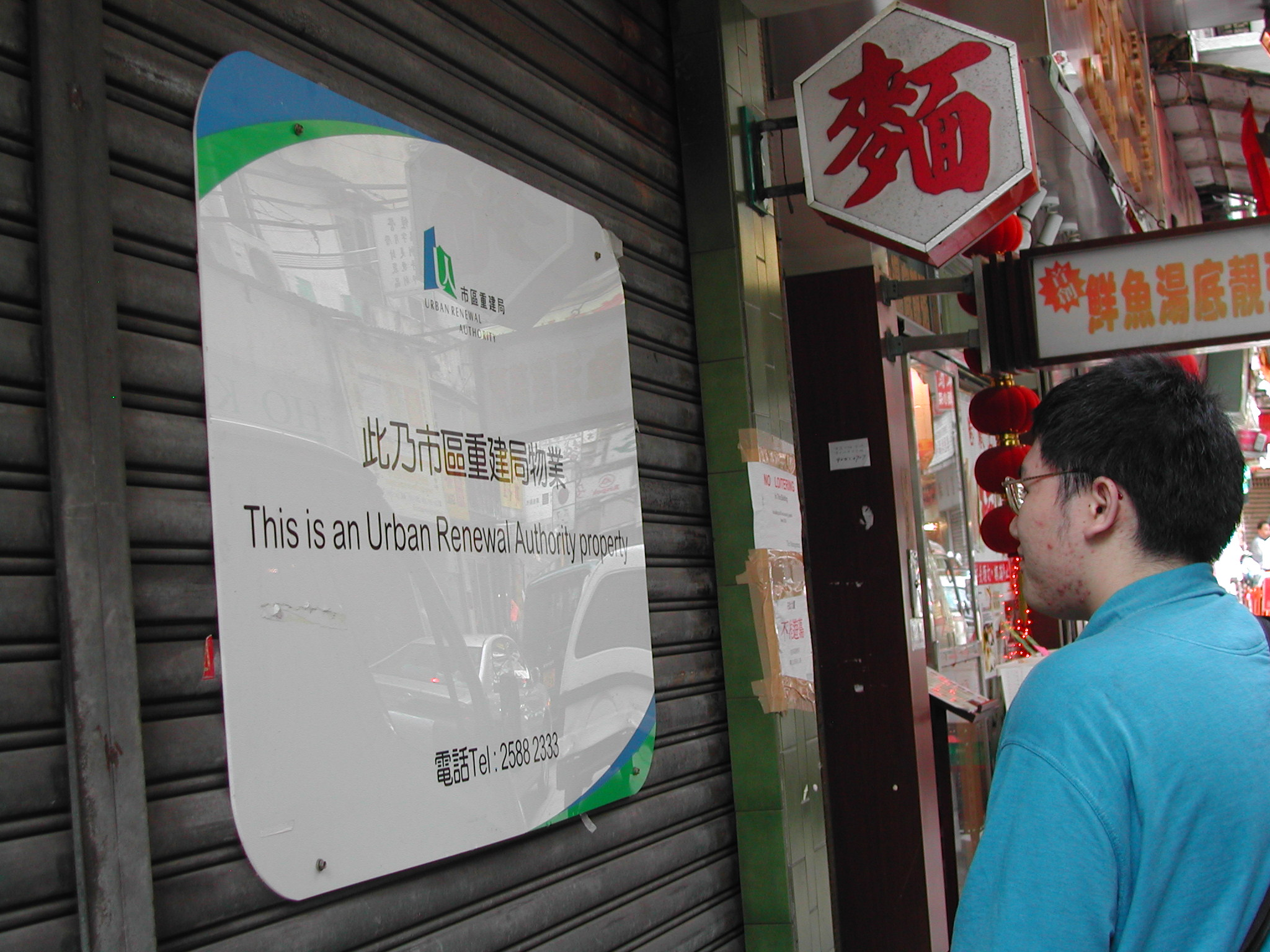
已收的地舖貼上市建局的告示
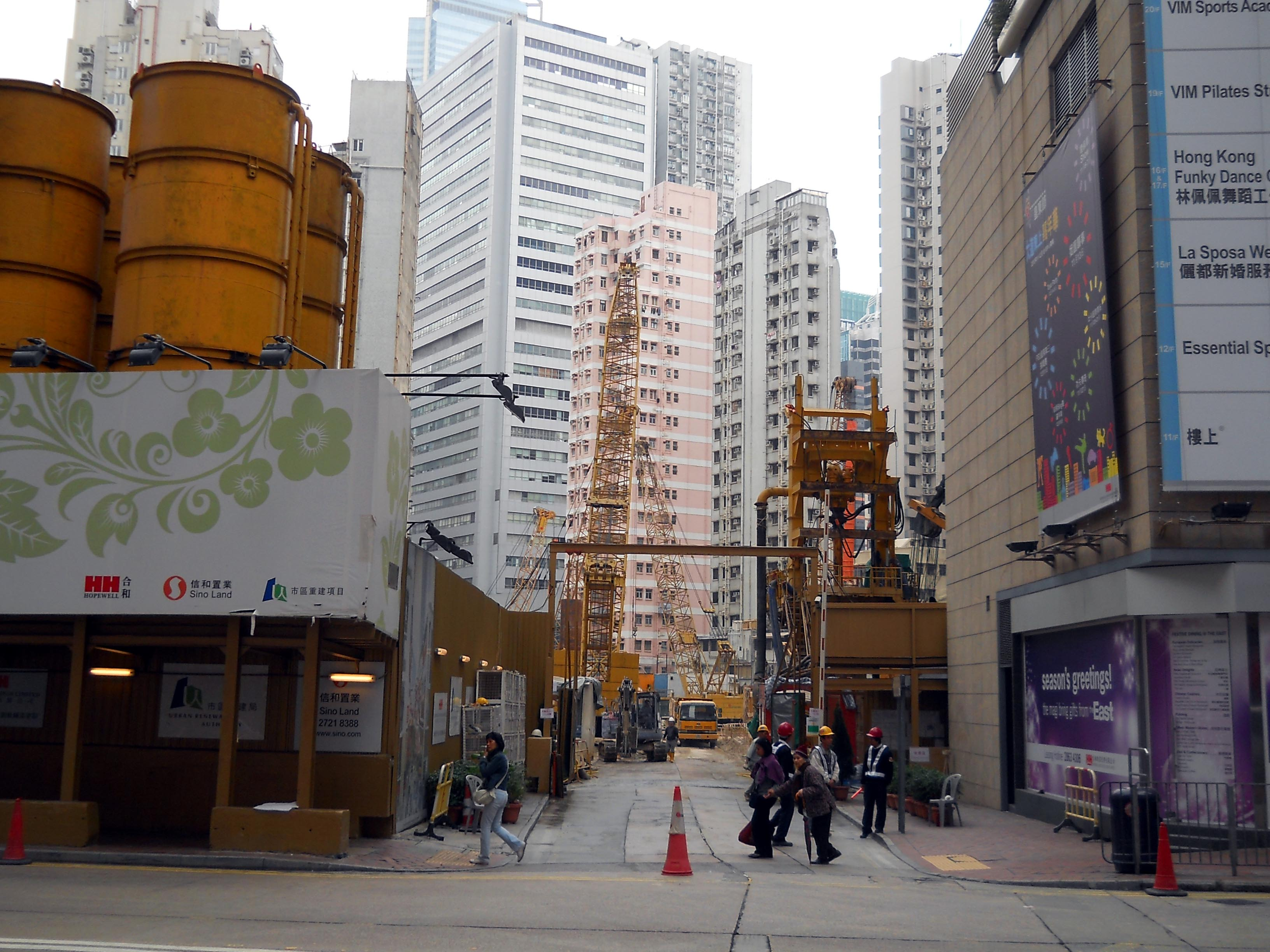
重建中的利東街

## 發展商規劃

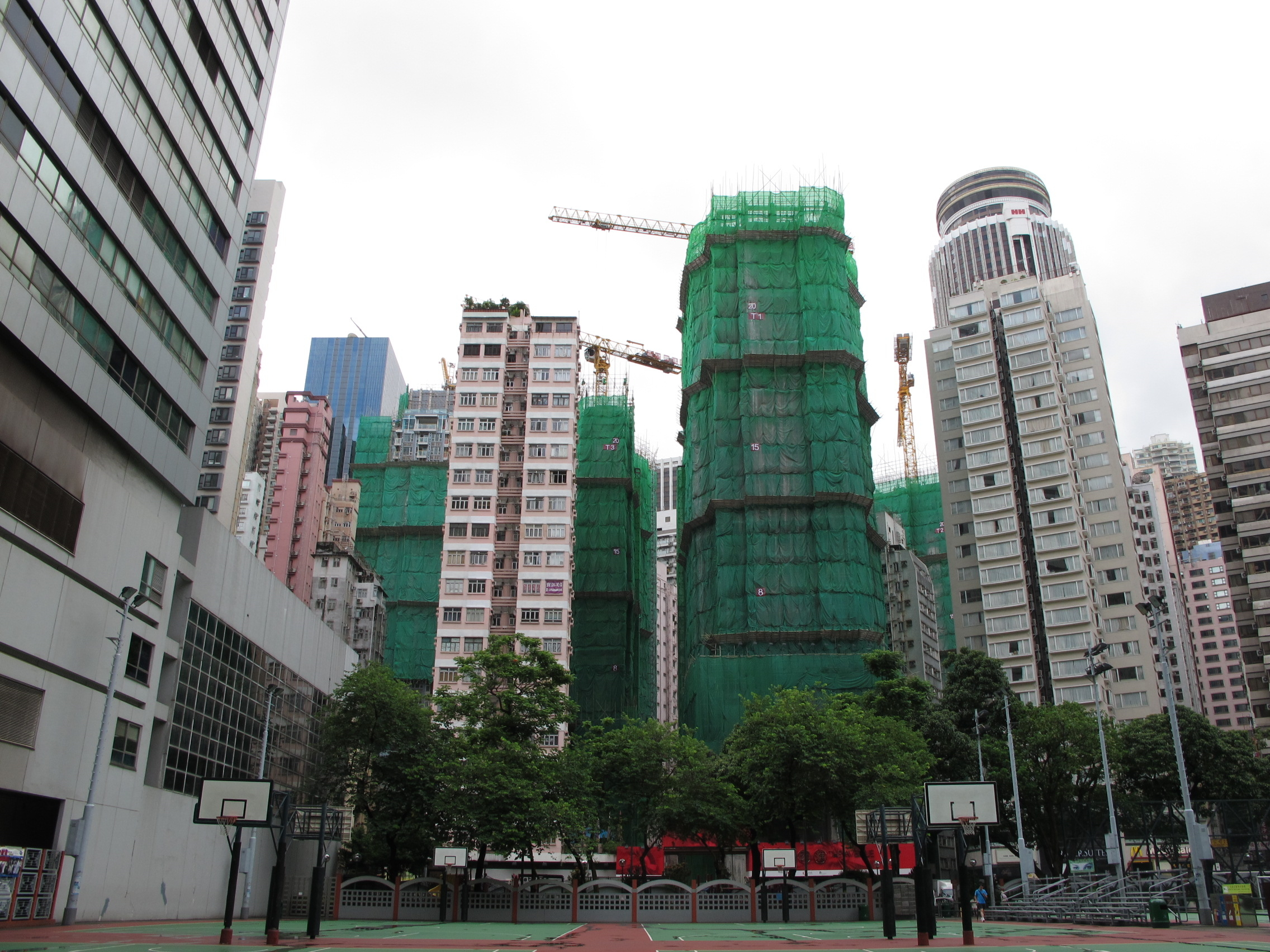
2013年建築地盤名為囍匯

2013年3月27日，信和置業表示，重建項目命名為囍滙（The Avenue），將發展包括4幢住宅，共提供1,275伙，將分2期推出，1期涉項目其中1座，2期由其餘3座組成，整個項目料於2015年落成。基座設商場部分，命名為囍歡里（Avenue Walk，後改用「利東街」為商場名），商場共3層高，提供10萬平方呎樓面，包括地庫、地下及1樓，舖位面積由最細100平方呎，至約1萬平方呎，共設70間舖位，並設4間複式舖，料招攬品牌開設旗艦店。地面提供逾170米長的綠化林蔭大道。項目將以中西合璧、新舊交融為發展方向，對灣仔的傳統建築特色予以保留，建築上採用灣仔特色的窗花及舊香港戰前階磚等。預計商場的目標客群中，本地客將佔8成，遊客佔兩成，商場將在2015年初正式開幕。
租客類型上，梁庇世稱，項目為保留昔日嫁囍用品集中地喜帖街特色，故會招攬與婚嫁相關的租戶如中式餐飲、花店及珠寶店等，並會搜尋暫未在本港開店的外國品牌，以增加新鮮感。被問到意向租金，發展商則未有透露。
項目已興建行人隧道，直接連接至港鐵灣仔站，並於2017年12月22日正式啟用。

## 「囍歡里」街名爭議
2013年6月25日，市建局與發展商信和宣布將「囍帖街」重新命名為「囍歡里」，是「喜歡你」的諧音。有市民在社交網站Facebook發起「一人一電郵」的反對行動，亦有市民批評政府偽善，掩蓋因改名一事勾起強行收購逼遷的痛苦回憶，猶如在居民的傷口上再灑一把鹽。於6月27日，在利東街重建地盤附近，原本寫著「囍歡里」的工地木牌，已被遮蔽，暫未知原因。2015年10月26日，發展商之一，合和透露將放棄囍歡里此名稱，起用回原名利東街。

## 流行文化
香港歌手謝安琪於2008年中的歌曲《囍帖街》便是以此街重建事件作為歌曲主題，該歌曲更於同年獲得多個音樂獎項。2015年10月21日，韓國人氣歌手 IU 舉行 Showcase《2015 I&U in HongKong》期間，以廣東話唱出謝安琪的《囍帖街》，她也預錄翻唱版的和聲部分，引起全場掌聲。